# Cinéma russe

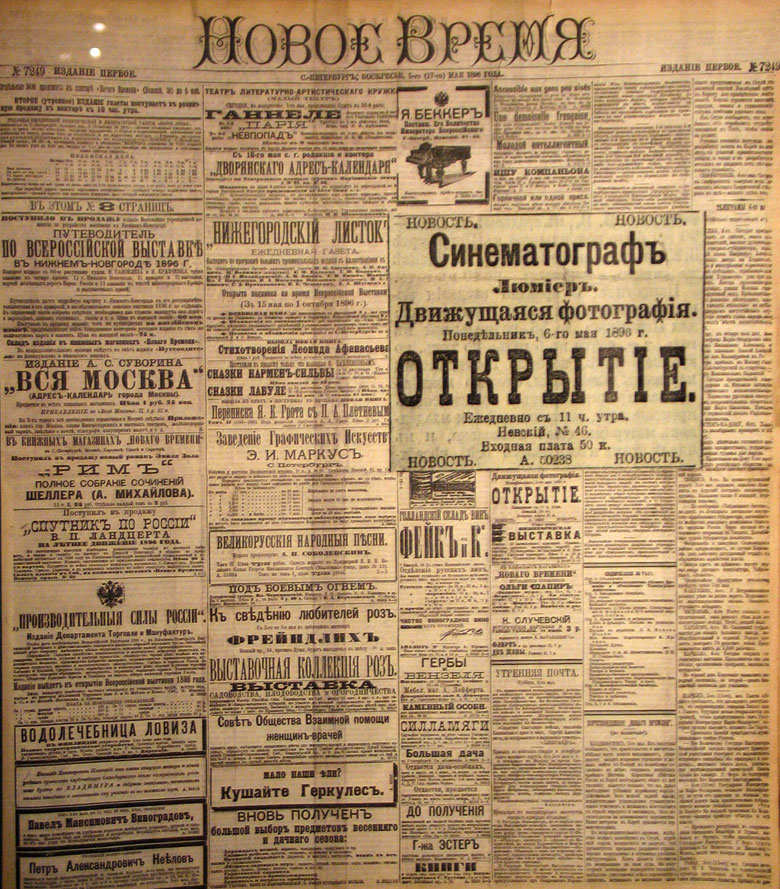
Le Novoïé Vrémia fait état de la première projection cinématographique en Russie qui s'est déroulé le 16 mai 1896.

Le cinéma russe désigne l'art cinématographique en Russie, qui se consacre principalement à la production de films en langue russe.
Né dans l'Empire russe en 1896, il s'est largement développé dans le cadre du cinéma soviétique entre 1918 et 1991 et dans les années qui suivent la dissolution de l'URSS dans la fédération de Russie, l'industrie cinématographique russe reste reconnue internationalement. Au XXIe siècle, le cinéma russe s'est fait connaître à l'étranger avec des films comme Hardcore Henry (2015), Léviathan (2014), Night Watch (2004) et Le Frère (1997). Le Festival international du film de Moscou a vu le jour à Moscou en 1935. Le prix Nika est la principale récompense cinématographique nationale annuelle en Russie.

## Histoire

### Empire russe

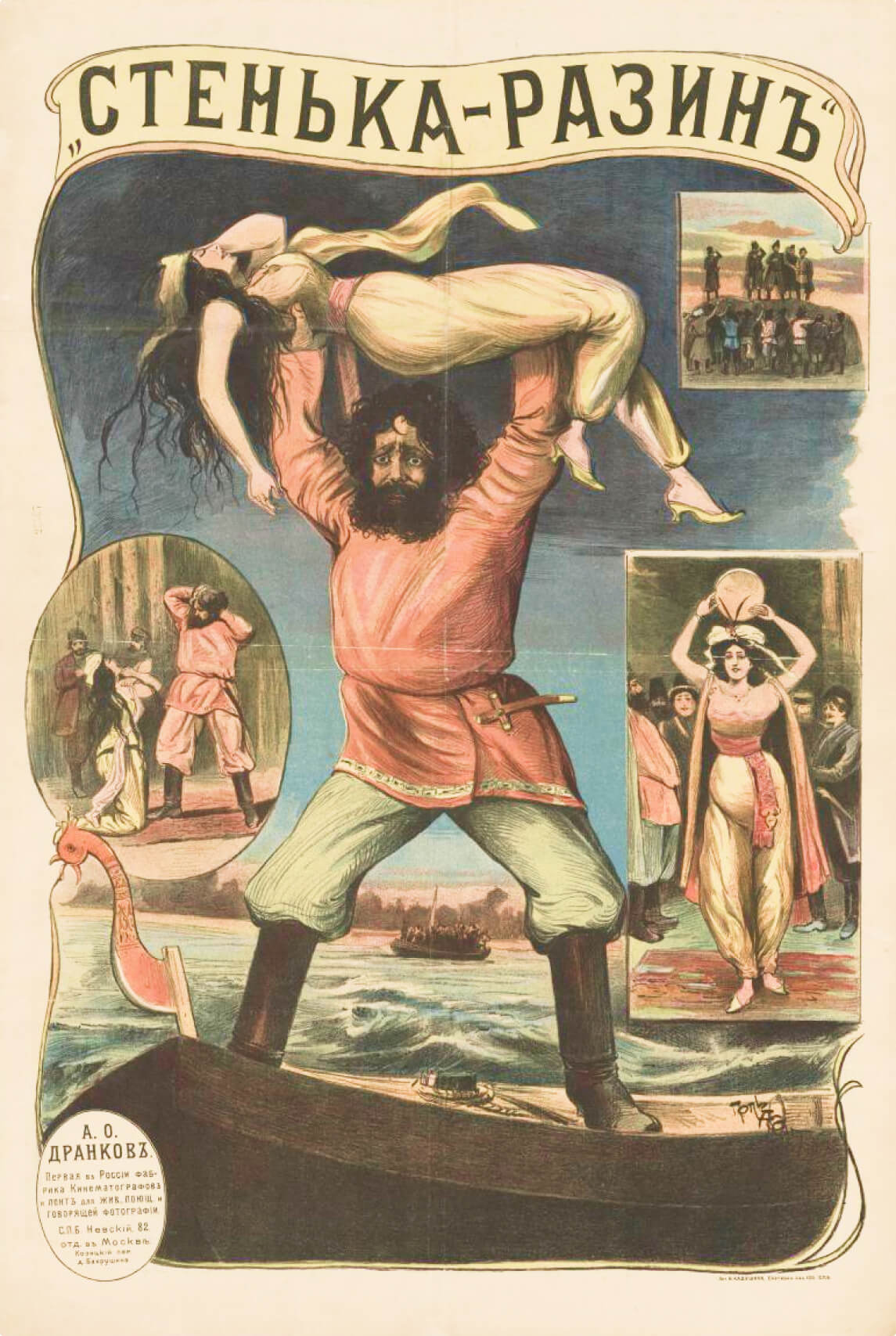
L'affiche originale de Stenka Razine, premier film russe, 1908.

C'est en 1896 que furent projetés les premiers films (des œuvres des frères Lumière) en Russie, à Moscou et Saint-Pétersbourg. La même année, en mai, le premier film tourné (par les envoyés des Lumière) est un documentaire puisqu'il s'agit du couronnement de Nicolas II au Kremlin. De nombreuses salles de cinéma sont alors ouvertes, où l'on peut voir de petits films, actualités, films amateurs, farces ou grivoiseries. On ne date que de 1908 le premier court-métrage russe : Stenka Razine de Vladimir Romachkov, film consacré aux cosaques bien connu des Russes, qui rencontre immédiatement un très grand succès. Le cinéma connaît un boom économique, énormément de films sont produits, et comme dans les autres pays, les intellectuels se divisent. Tolstoï en disait en 1908 : « Vous verrez que cette petite machine qui tourne en faisant clic-clac révolutionnera notre vie. »
En 1912, Ladislas Starewitch réalise le premier film d'animation russe : La Belle Lucanide, tourné avec des insectes naturalisés. C'est le début d'une longue tradition extrêmement riche qui essaimera dans tous les pays d'Europe de l'Est.
Anna Karenine de Vladimir Gardine (1914), La Dame de pique (1916) et Le Père Serge (1917) de Iakov Protazanov, ou encore La Vie dans la mort (1914) et Le Tocsin (1917) d'Evgueni Bauer sont des titres majeurs produits avant la révolution de 1917.
Sur les deux mille films réalisés durant cette période, seulement 10 % ont survécu car les « copies nitrate » se sont abîmées et de plus, les productions étant tenues en piètre estime par la suite, elles n'ont pas été conservées.

### Fédération de Russie

#### Années 1990

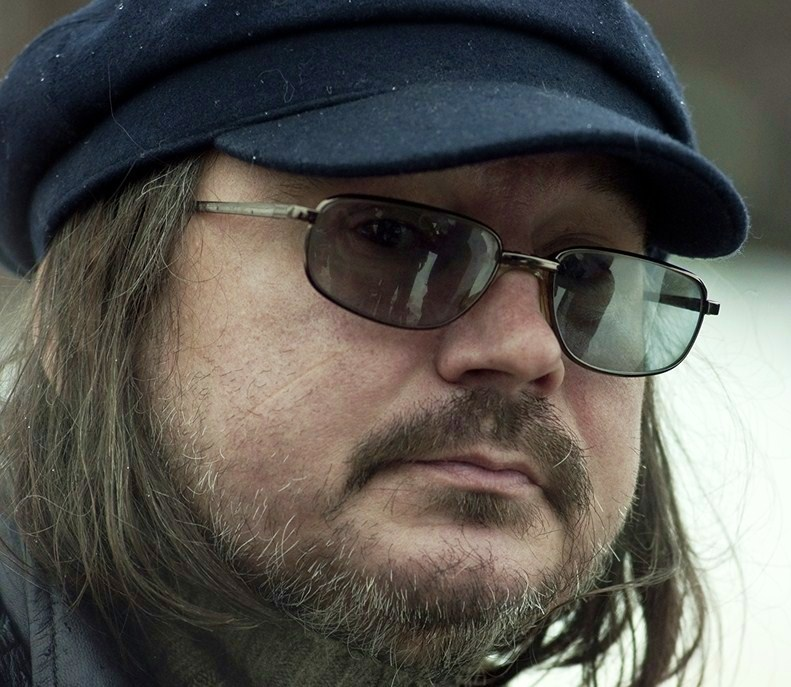
Le film policier Le Frère (1997) d'Alekseï Balabanov (photo) est devenu un exemple emblématique du cinéma russe des années 1990.

Alors que dans les années 1980, le cinéma soviétique est marqué par la période faste du cinéma de la perestroïka, le nombre de films produits se réduit considérablement dans les années 1990, car l'industrie cinématographique connaissait de grands changements et l'économie était incertaine. De 300 en 1990, le nombre de films est passé à 213 en 1991, 172 en 1992, 152 en 1993, 68 en 1994, 46 en 1995 et 28 en 1996.
En 1990, la censure a été abolie au niveau officiel : l'État ne pouvait plus intervenir dans la production et la distribution des films, sauf en cas de propagande de guerre, de divulgation de secrets d'État et de pornographie. Dans le cadre de l'abolition de toutes les unités administratives centrales soviétiques, le Goskino est dissous en 1991. En 1992, l'organisme qui lui a succédé, « Roskomkino » (Государственный комитет Российской Федерации по кинематографии, Comité d'État pour la cinématographie de la fédération de Russie), est créé puis rebaptisé « Roskino ».
Le cinéma russe des années 1990 est davantage dominé par des films à petit budget. On y trouve des comédies qui se moquent de la situation du pays et des films policiers, ainsi que des drames qui critiquent le passé soviétique, souvent avec une forte dose de noirceur et de naturalisme. La première guerre de Tchétchénie en 1994 a également affecté les cinéastes. Certains films de cette époque traitent également de la guerre et du stalinisme.
Le festival Kinotavr est organisé pour la première fois en 1990 à Podolsk, puis en 1991 à Sotchi, où il se tient depuis lors. Le prix Nika, distribué par l'Académie du film russe, est créé en 1998.
Le Syndrome asthénique est un film dramatique de 1989 réalisé par Kira Mouratova. Le film est présenté à la Berlinale 1990, où il a remporté le Grand prix du jury de la Berlinale.
Bouge pas, meurs, ressuscite est un film dramatique de 1989 réalisé par Vitali Kanevski. Il est projeté dans la section Un certain regard au Festival de Cannes 1990, où il remporte la Caméra d'or. Un autre film de Kanevski, Une vie indépendante, remporte le Prix du jury, la troisième récompense la plus prestigieuse de l'événement, au Festival de Cannes 1992 et est également nommé pour l'Ours d'or à la Berlinale.
En 1990, Pavel Lounguine reçoit le Prix de la mise en scène pour Taxi Blues, avec le musicien de rock Piotr Mamonov dans le rôle principal, au Festival de Cannes 1990. Les films suivants de Lounguine, Luna Park et La Noce, sont présentés au Festival de Cannes 1992 et au Festival de Cannes 2000 en compétition. Tsar est présenté au Festival de Cannes 2009 dans la section Un certain regard.
La Garde est un film dramatique réalisé en 1990 par Alexandre Rogojkine. Il est présenté à la Berlinale 1990, où il reçoit le Prix Alfred-Bauer.
Satan est un film à suspense de 1991 réalisé par Victor Aristov. Il est présenté à la Berlinale 1991, où il remporte l'Ours d'argent, ex-aequo avec Autour du désir de Marco Bellocchio.
L'Assassin du tsar de Karen Chakhnazarov et Anna Karamazoff de Roustam Khamdamov sont présentés au Festival de Cannes 1991,. La Traversée du pôle nord par le camarade Tchkalov (ru) de Maxime Pejemski (ru) est projeté dans la section Un certain regard la même année.
Nikita Mikhalkov remporte le Lion d'or au Mostra de Venise 1991 pour Urga et le Prix du cinéma européen du meilleur film en 1991. Il est nommé pour l'Oscar du meilleur film étranger et le Golden Globe du meilleur film en langue étrangère.

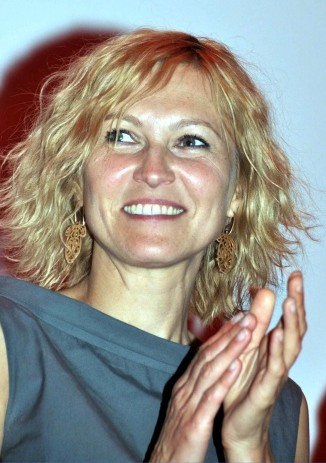
En 1994, l'actrice Ingeborga Dapkūnaitė est à l'affiche de Soleil trompeur de Nikita Mikhalkov.

En 1998, Alekseï Balabanov revisite l'histoire du cinéma russe dans Des monstres et des hommes. Le film est sorti en Russie en 1998 et l'année suivante en France. Tourné « à la manière » des films d'avant-garde des années 1920, période florissante pour les arts. Il choisit de montrer non la grande histoire, mais l'univers des premiers films érotiques, de la violence crue et de la méchanceté gratuite.
Le Cercle des intimes est un film dramatique de 1991 du réalisateur russe Andreï Kontchalovski, racontant l'histoire du projectionniste privé de Joseph Staline et officier du KGB Ivan Sanchine (de son vrai nom Aleks Ganchine) entre 1939 et 1953, l'année de la mort de Staline. Le film est en sélection officielle à la Berlinale 1992.
Le Tchékiste, réalisé par Alexandre Rogojkine, est un drame qui se déroule pendant la guerre civile russe et raconte l'histoire d'un chef de la Tchéka qui devient peu à peu déséquilibré. Les Jours heureux, réalisé par Alekseï Balabanov, était son premier long métrage. Les deux films sont présentés dans la section Un certain regard du Festival de Cannes 1992,.
Le Milicien amoureux est une comédie franco-ukrainienne en langue russe écrite et réalisée par Kira Mouratova en 1992. Il figure en compétition à la Mostra de Venise 1992 et remporte le prix spécial du jury du festival Kinotavr.
Le cinéaste tadjik Bakhtiar Khudojnazarov reçoit un Lion d'argent à la Mostra de Venise 1993 pour son film On est quitte.
Le drame Soleil trompeur (1994) de Nikita Mikhalkov se déroule dans une petite communauté rurale à l'époque où le stalinisme commence à perturber leur retraite idyllique et à modifier leurs caractères et leurs destins. Le film a reçu l'Oscar du meilleur film en langue étrangère et le Grand Prix du Jury au Festival de Cannes 1994. La suite, Soleil trompeur 2, est présentée au Festival de Cannes 2010,. Une autre suite, Soleil trompeur 3, est sortie le 5 mai 2011.
Riaba ma poule d'Andreï Kontchalovski est une suite satirique du film soviétique de 1966 de Kontchalovski, Le Bonheur d'Assia, reprenant les personnages de l'original et les plaçant dans un contexte post-soviétique. Ce film est présenté au Festival de Cannes 1994.
Les Petites Passions est une comédie romantique réalisée en 1994 par la réalisatrice ukrainienne Kira Mouratova d'après les romans de Boris Denikhine,. Le film est présenté au Festival de Locarno en 1994. Il a reçu deux prix Nika, celui du meilleur film et celui du meilleur réalisateur (Mouratova). Le film a également remporté le prix spécial du jury au festival du film Kinotavr.
Les Aventures d'Ivan Tchonkine réalisé par Jiří Menzel, coproduction internationale entre la Russie, la Tchéquie, le Royaume-Uni, la France et l'Italie, est sélectionné en compétition à la Mostra de Venise 1994, où il remporte la Médaille d'or du président du Sénat italien.
Le Musulman est un film dramatique russe de 1995 réalisé par Vladimir Khotinenko qui a remporté le Grand Prix spécial du jury du « meilleur film de l'année » au Festival des films du monde de Montréal 1995. Sorti en pleine guerre de Tchétchénie, le film « jette un froid en Russie » selon Libération. Le réalisateur a précisé que « Ce n'est pas un film sur l'Islam, ni sur les relations de la Russie avec le monde musulman. Tout parallèle avec ces événements tragiques est réducteur et superficiel ».
Les Particularités de la chasse nationale, réalisé par Alexandre Rogojkine, est projeté dans la section Finestra sulle Immagini à la Mostra de Venise 1995 et est nommé au Globe de cristal du Festival international du film de Karlovy Vary.
En 1996, Sergueï Bodrov présente le film de guerre Le Prisonnier du Caucase, adaptation de la nouvelle Le Prisonnier du Caucase (1872) de Léon Tolstoï, au Festival international du film de Karlovy Vary, et gagne un Globe de cristal. Le film est nommé à l'Oscar du meilleur film en langue étrangère et au Golden Globe du meilleur film en langue étrangère.

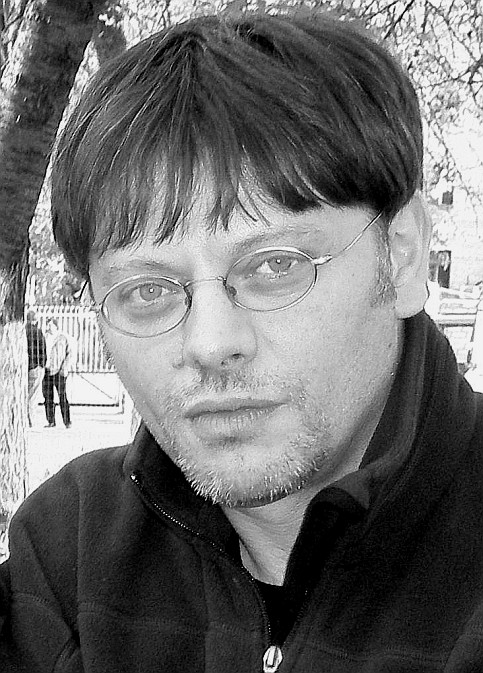
Valeri Todorovski réalise en 1998 Les Silencieuses, une comédie qui parodie la Russie des années 1990.

Trois Histoires est une comédie russo-ukrainienne réalisée en 1997 par Kira Mouratova et présentée à la Berlinale 1997. Le film remporte le prix spécial du jury au Kinotavr.
Dans le cadre de l'histoire de la Grande Guerre patriotique, Pavel Tchoukhraï tourne Le Voleur et l'Enfant (1997), un film sur une mère qui a une relation amoureuse avec un criminel qui se fait passer pour un officier. Le film reçoit six prix Nika, un prix spécial à la Mostra de Venise 1997 et est nommé au Prix du cinéma européen du meilleur film, l'Oscar du meilleur film en langue étrangère et le Golden Globe du meilleur film en langue étrangère.
L'un des premiers films post-soviétiques à avoir connu un succès commercial d'envergure est le drame policier Le Frère, réalisé par Alekseï Balabanov. Il est projeté dans la section Un certain regard au Festival de Cannes 1997. En 2000 sort Le Frère 2, une suite qui se déroule cette fois aux États-Unis.
Les Silencieuses (1998) de Valeri Todorovski d'après un scénario de Renata Litvinova, une comédie qui parodie la Russie des années 1990. Il décrit le parcours de deux amies prises dans la lutte de deux clans : les sourds et les entendants. Le film est présenté à la Berlinale 1998.
En 1997, Alexandre Sokourov perce sur la scène internationale avec le drame d'auteur Mère et fils, premier volet d'un diptyque sur les rapports familiaux. Ce film remporte le Saint-Georges d'argent au Festival international du film de Moscou en 1997. La deuxième partie, Père, fils, est présentée en compétition au Festival de Cannes 2003.
Le film Khroustaliov, ma voiture ! réalisé en 1998 par Alexeï Guerman décrit les derniers jours de l'URSS stalinienne avant le dégel. Il est présenté au Festival de Cannes 1998.
La coproduction internationale Le Barbier de Sibérie de Nikita Mikhalkov est présenté hors compétition au Festival de Cannes 1999, avec des acteurs anglais et russes. Il s'agit du premier long métrage post-soviétique à gros budget ; le film a coûté 35 millions de dollars, ce qui contraste avec la plupart des films russes de l'époque qui ne coûtent pas plus d'un million de dollars en moyenne.
Moloch, la première partie de la tétralogie du pouvoir, réalisée par Alexandre Sokourov, dépeint Adolf Hitler vivant une vie sans prétention lors d'un voyage inattendu dans les Alpes bavaroises. Le film est présenté au Festival de Cannes 1999 et reçoit le prix du meilleur scénario. La deuxième partie, Taurus, qui met en scène Vladimir Lénine, est présentée au Festival de Cannes 2001. La troisième partie, Le Soleil, est centré sur l'empereur japonais Shōwa (Hirohito) pendant les derniers jours de la Seconde Guerre mondiale. Il est présenté en compétition à la Berlinale 2005.
Le film Est-Ouest (1999), coproduit internationalement, avec Sandrine Bonnaire et Catherine Deneuve, raconte l'histoire d'une famille d'émigrés vivant dans l'URSS stalinienne. Le film est notamment nommé au César du meilleur film et à l'Oscar du meilleur film en langue étrangère en 2000. Le réalisateur Régis Wargnier a reçu une étoile d'or du cinéma français pour ce film et l'actrice principale Sandrine Bonnaire est nommée pour le César de la meilleure actrice.
Mélodrame satirique de Dmitri Meskhiev, La Singularité de la femme (1999) décrit une histoire d'amour entre un jeune étudiant et une actrice plus âgée qui est atteinte d'une maladie incurable. La mort de cette dernière conduit le protagoniste à faire face à une solitude amère. Le film est interprété par Ielena Safonova et l'acteur Constantin Khabenski y joue un premier rôle.
La comédie policière culte Huit Dollars et demi (1999), première réalisation de Grigori Konstantinopolski, avec Ivan Okhlobystine et Fiodor Bondartchouk, est une satire de la Russie des années 1990. Il raconte l'histoire d'un réalisateur de publicités télévisées qui entretient une relation amoureuse avec la petite amie d'une crapule .
Svetlana Baskova met en scène en 1999 le film d'exploitation d'horreur à petit budget L'Éléphant vert. Baskova a indiqué que le film avait été conçu comme une protestation contre les guerres en Tchétchénie. Selon le média letton Meduza, un tribunal de Saint-Pétersbourg a ordonné en 2022 le blocage du film via des sites piratés en Russie car « le visionnage de ce film peut nuire à la santé mentale des mineurs et contient "des facteurs de risque de comportements suicidaires" ».

#### Années 2000
Le film Le Journal de sa femme (2000) d'Alekseï Outchitel est récompensé à la fois par le festival Kinotavr et le prix Nika. Ce film biographique raconte la dernière histoire d'amour de l'écrivain Ivan Bounine. Le film Le Cosmos comme pressentiment (2005) d'Outchitel a remporté le George d'or au Festival international du film de Moscou 2005.

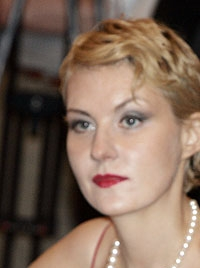
Renata Litvinova fait ses débuts en tant que réalisatrice avec le film Déesse en 2004.

Roman Romanovitch Katchanov, le fils du maître de l'animation soviétique Roman Abelevitch Katchanov, met en scène les comédies absurdes DMB (ru) (2000) et Down House (2001), coécrites avec l'acteur Ivan Okhlobystine, qui joue également dans les films. Ces deux films sont considérés comme des films cultes en Russie. La Fédération internationale de la presse cinématographique (FIPRESCI) décerne une mention spéciale au film DMB lors du Kinotavr 2000.
Les Romanov : Une famille couronnée est un film historique russe de 2000 sur les derniers jours du tsar Nicolas II et de sa famille. Le film est présenté en avant-première au Festival international du film de Moscou 2000.
En 2001, le film de Karen Chakhnazarov, Poisons ou l'histoire mondiale de l'empoisonnement, a reçu le Grand Prix du festival du film Kinotavr à Sotchi. Au festival international du film de Karlovy Vary, le film a été nommé pour le Globe de cristal et est projeté à la Berlinale 2001,. D'autres films de Chakhnazarov, L'Empire disparu et La Salle no 6, sont sortis respectivement en 2008 et en 2009.
Le Coucou d'Alexandre Rogojkine a remporté plusieurs prix au Festival international du film de Moscou 2002. Le film, qui se déroule pendant la Seconde Guerre mondiale, met en scène l'acteur finlandais Ville Haapasalo (fi) dans le rôle d'un tireur d'élite finlandais qui s'est perdu.
La Maison de fous est un film russe réalisé en 2002 par Andreï Kontchalovski sur les patients psychiatriques et les combattants de la première guerre de Tchétchénie. Le film est projeté en compétition lors de la Mostra de Venise 2002 et reçoit le prix spécial du jury et le prix de l'UNICEF.
Le film Antikiller (ru) (2002), réalisé par Iegor Kontchalovski (ru) avec Iouri Koutsenko dans le rôle d'un policier devenu justicier, a remporté un vif succès auprès du public russe.
Pavel Lounguine est resté longtemps l'un des réalisateurs russes les mieux distribués en France. En 2003, son film Un nouveau Russe remporte le prix spécial du jury du Festival du film policier de Cognac. En 2005, Familles à vendre montre des immigrés russes qui retrouvent leurs racines dans un village qui n'est pas celui de leur enfance contrairement à ce que leur fait croire Edik. Son dernier film (L'île, Ostrov) est sorti en France.
Motifs tchékhoviens est une comédie russo-ukrainienne réalisée en 2002 par Kira Mouratova. Il a été présenté au Festival international du film de Moscou 2002.
En mouvement (ru), comédie dramatique de 2002, est le premier film réalisé par Filipp Iankovski.
Alexeï Alexeïevitch Guerman, fils du réalisateur soviétique Alexeï Iourievitch Guerman (1938-2013), débute dans le long métrage avec Le Dernier Train (2003), qui remporte le prix du meilleur film et le prix de la critique internationale au Festival international du film de Thessalonique, ainsi qu'une mention honorable pour le prix du petit lion d'or à la Mostra de Venise 2003. Son deuxième film, Garpastum, est projeté en compétition à la Mostra de Venise 2005. Pour son film Soldat de papier, Alexeï Alexeïevitch Guerman reçoit le Lion d'argent et l'Osella d'or de la meilleure photographie à la Mostra de Venise 2008.
Le Retour (2003) d'Andreï Zviaguintsev, récompensé par le Lion d'or de la Mostra de Venise 2003 et nommé pour le Golden Globe du meilleur film en langue étrangère et le César du meilleur film étranger, montre l'épreuve de vie de deux frères au moment du retour soudain de leur père, qui atteint une profondeur quasi-mystique. L'Arche russe (2003), d'Alexandre Sokourov, est constitué d'un seul plan séquence de 96 minutes, dans le musée de l'Ermitage à Saint-Pétersbourg. Il s'agit d'une narration onirique qui raconte la culture russe classique naviguant dans l'Arche. Il est projeté au Festival de Cannes 2002.
L'Accordeur est une coproduction russo-ukrainienne de 2004 qui mêle le grotesque et la comédie d'auteur. Au cœur du film de Kira Mouratova se trouve son amour caractéristique et durable de la prédation — la prédation en tant que telle. Le film propose une évaluation complexe de l'Homme en tant que sujet, de la civilisation et de l'acte créatif. Il est présenté pour la première fois hors compétition à la Mostra de Venise 2004.
Night Watch (2004) de Timour Bekmambetov est l'une des premières superproductions réalisées après l'effondrement de l'industrie cinématographique soviétique. Ce thriller fantastique adapté du roman éponyme de Sergueï Loukianenko met en scène Constantin Khabenski, Vladimir Menchov Valery Zolotoukhine et Maria Porochina. Il est suivi par la suite Day Watch (2006), qui est nommé pour le Saturn Award du meilleur film international.
L'actrice russe Renata Litvinova fait ses débuts en tant que réalisatrice en 2004 avec le film Déesse : Comment je suis tombée amoureuse.
L'Italien est un film dramatique russe de 2005 réalisé par Andreï Kravtchouk. Inspiré d'une histoire vraie, il retrace la recherche déterminée d'un jeune garçon pour retrouver sa mère. Le film a remporté le Grand Prix du Deutsches Kinderhilfswerk décerné par le jury international lors de la Berlinale 2005, ainsi qu'une mention spéciale du jury des enfants.
Premiers sur la Lune d'Alekseï Fedortchenko est un documentaire parodique de science-fiction russe de 2005 sur un atterrissage soviétique fictif sur la Lune dans les années 1930. Il est projeté à la Mostra de Venise 2005 dans la section Orizzonti et remporte le prix du meilleur film.
Le 9e Escadron est un film de guerre russe de 2005 réalisé par Fiodor Bondartchouk qui se déroule pendant la guerre soviéto-afghane. Le film est librement inspiré d'une bataille réelle qui s'est déroulée sur la colline 3234 au début de 1988, pendant l'opération Magistral, la dernière opération militaire soviétique de grande envergure en Afghanistan,.

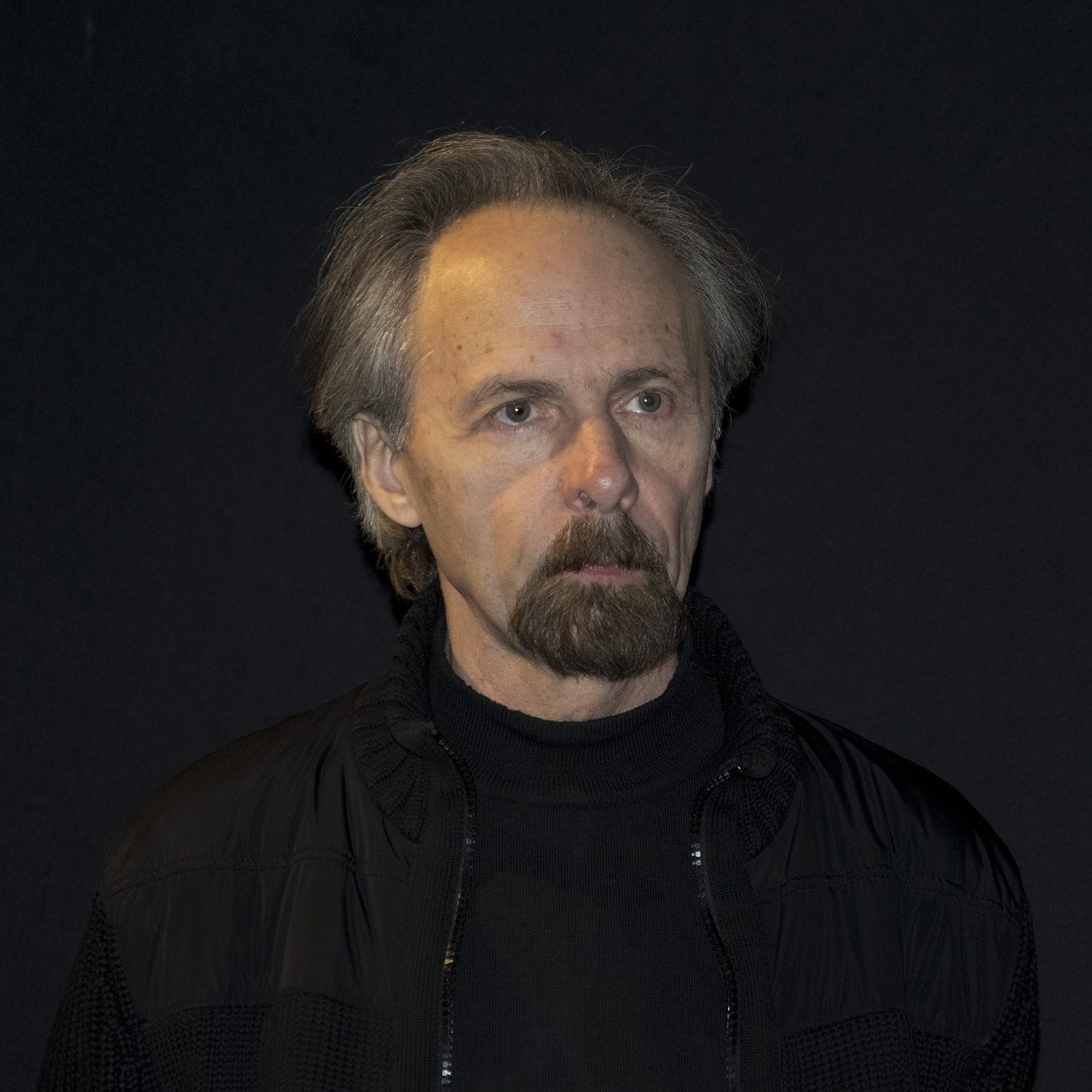
Konstantine Lopouchanski réalise le film de science-fiction Les Vilains Petits Canards en 2006.

Les romans en série de Boris Akounine, qui se déroulent dans la Russie pré-révolutionnaire, évoluent autour des aventures du personnage fictif Erast Fandorine qui est porté à l'écran dans trois films populaires : Azazel (2002) d'Alexandre Adabachyan, Le Gambit turc (2005) de Djanik Faïziev et Le Conseiller d'État (2005) de Filipp Iankovski.
Le film 977 (ru) de Nikolaï Khomeriki est projeté dans la section Un certain regard au Festival de Cannes 2006. Trois ans plus tard, son film Conte de l'obscurité concourt dans la même section au Festival de Cannes 2009.
Euphorie est un film dramatique russe de 2006 réalisé par le dramaturge et réalisateur Ivan Vyrypaïev. Le film a été nommé pour le Lion d'or à la Mostra de Venise 2006 et remporte le Petit Lion d'or.
La vie des monastères orthodoxes et leurs miracles chrétiens sont décrits dans le film L'Île (2006) de Pavel Lounguine. Le film est projeté hors compétition à la Mostra de Venise 2006 et reçoit l'Aigle d'or et le Nika.
Konstantine Lopouchanski réalise le film de science-fiction Les Vilains Petits Canards en 2006, d'après le roman Les Mutants du brouillard écrit en 1967 par Arcadi et Boris Strougatski. Le film reçoit le prix de la meilleure composition au Kinotavr.
Le drame psychologique Le Bannissement d'Andreï Zviaguintsev et le drame de guerre Alexandra d'Alexandre Sokourov sont sélectionnés en compétition au Festival de Cannes 2007, où Le Bannissement est recompensé du prix d'interprétation masculine.
12 est un remake en langue russe de Douze Hommes en colère '1957) réalisé par Nikita Mikhalkov, projeté en compétition à la Mostra de Venise 2007 où Mikhalkov gagne le Lion spécial et est nommé à l'Oscar du meilleur film en langue étrangère. Mongol, un film épique coproduit par le Kazakhstan et la Russie, réalisé par Sergueï Bodrov, est également nommé à l'Oscar du meilleur film en langue étrangère.
Cargaison 200 est un thriller néo-noir russe réalisé par Alekseï Balabanov. Il remporte le prix du meilleur réalisateur au Festival international du film de Gijón.
L'un des plus grands succès de tous les temps dans les salles russes est la comédie romantique L'Ironie du sort 2 de Timour Bekmambetov, réalisée en 2007 comme une suite du film soviétique de 1975. Le film musical Les Zazous, réalisé en 2008 par Valeri Todorovski sur le mode de vie des jeunes dans l'Union soviétique des années 1950, a reçu un accueil public très favorable. Il est primé par l'Aigle d'or et le Nika du meilleur film.
Valeria Gaï Germanica a reçu la « Mention spéciale » du jury de la Caméra d'or au Festival de Cannes 2008 pour son premier long métrage Ils mourront tous sauf moi !,.
Au festival du film de Sundance 2008, Anna Melikian reçoit le prix de la meilleure réalisation dramatique pour son film La Sirène.
En 2008 est sorti L'Amiral, un film biographique sur Alexandre Koltchak, vice-amiral de la marine impériale russe et chef des russes blancs anticommunistes pendant la guerre civile russe, réalisé par Andreï Kravtchouk. Plus tard, Kravtchouk a réalisé deux autres films inspirés par des événements historiques : Viking, la naissance d'une nation dans la Rus' de Kiev et L'Union du salut sur l'insurrection décembriste, sortis respectivement en 2016 et 2019.
Prisoners of Power: Battlestar Rebellion (2008-2009), film de science-fiction adapté du roman L'Île habitée (ru) (1971) d'Arcadi et Boris Strougatski, réalisé par Fiodor Bondartchouk, est l'un des films russes les plus chers des années 2000, avec un budget de 36,6 millions de dollars.
Une pièce et demie est un film biographique russe de 2009 réalisé par Andreï Khrjanovski sur la vie du poète russe Joseph Brodsky. Ce film reçoit le prix du meilleur film dans la section Est-Ouest au Festival international du film de Karlovy Vary.
En 2009, Tambour battant, d'Alexeï Mizguirev remporte le prix spécial du jury, le Léopard de la meilleure réalisation et le prix spécial du jury des jeunes au Festival du film de Locarno 2009.

#### Années 2010

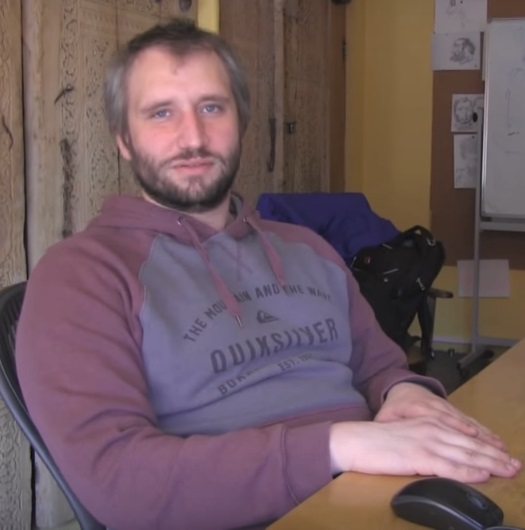
Le cinéaste Iouri Bykov met en scène L'Idiot ! en 2014 et Factory en 2018.

En 2014, la censure des œuvres cinématographiques a été officiellement introduite avec une nouvelle révision plus stricte de la loi sur le « certificat de projection » (russe : прокатное удостоверение, romanisé : prokatnoïe oudostoverenie), sans lequel les projections publiques de films ne sont pas autorisées et sont punies par la loi. Les jurons dans les films sont désormais interdits,. Le concept de « certificat de projection » est apparu pour la première fois dans la législation russe en 1993, lorsque Viktor Tchernomyrdine signe le décret « sur l'enregistrement des films et des vidéos », dont l'objectif principal est de lutter contre la diffusion de contenus piratés. Pendant une décennie et demie, le document est resté plus ou moins lettre morte.
En 2010 est sorti la comédie à sketches Les Sapins de Noël produit par Timour Bekmambetov. Elle donne lieu à sept suites, une présuite et un film dérivé. Comment j'ai passé cet été d'Alekseï Popogrebski, un film tourné dans la lointaine Tchoukotka, remporte l'Ours d'argent du meilleur acteur à la Berlinale 2010. La même année, le film d'auteur Le Dernier Voyage de Tanya d'Alekseï Fedortchenko a remporté l'Osella d'or de la meilleure photographie et un prix FIPRESCI à la Mostra de Venise 2010.
En 2010, Joyeux Compères, réalisé par Felix Mikhaïlov (ru), est projeté à la Berlinale 2010 et est également le premier film russe à être choisi comme film d'ouverture de la section Panorama du festival.
La Bataille de Brest-Litovsk est un film de guerre russo-biélorusse réalisé en 2010 par Alexandre Kott. Il raconte la défense de la forteresse de Brest en juin 1941 contre les forces d'invasion de la Wehrmacht lors des premières étapes de l'opération Barbarossa, l'invasion de l'Union soviétique par l'Allemagne nazie au cours de la Seconde Guerre mondiale. Le film a été globalement salué par la critique russe et e public.
L'Affrontement d'Alekseï Outchitel a été nommé pour le Golden Globe 2010 du meilleur film en langue étrangère.
Iouri Bykov a fait ses débuts en tant que réalisateur avec le film Jit en 2010. Son film Le Major est présenté au Festival de Cannes 2013, son film L'Idiot ! remporte le prix du meilleur acteur au Festival du film de Locarno 2014, son film Factory est présenté au Festival international du film de Toronto 2018.
Les films dramatiques Elena d'Andreï Zviaguintsev et Le Chasseur de Bakour Bakouradzé sont sélectionnés dans la section Un certain regard au Festival de Cannes 2011, où Elena remporte le Prix spécial du jury.
Faust, le dernier volet de la tétralogie d'Alexandre Sokourov, est récompensé du Lion d'or à la Mostra de Venise 2011. Son film suivant, Francofonia, reçoit le prix Mimmo Rotella à la Mostra de Venise 2015.
La comédie romantique Fioritures (2011), réalisée par Levan Gabriadze (ka) et produite par Timour Bekmambetov, met en scène l'actrice hollywoodienne Milla Jovovich dans le rôle principal, face à Constantin Khabenski.
Génération P (2011) de Viktor Guinzbourg est une comédie satirique produite par un producteur indépendant sur le monde de la publicité dans les années 1990. Le film est adapté du roman Homo zapiens (Génération P) de Viktor Pelevine paru en 1999. Le film gagne la mention spéciale du jury au Festival international du film de Karlovy Vary 2011.
L'Adultère de Kirill Serebrennikov est sélectionné en compétition à la Mostra de Venise 2012.
Le Tigre blanc est un film de guerre russe de 2012, réalisé par Karen Chakhnazarov et coécrit avec Alexandre Borodianski, d'après le roman éponyme du romancier russe Ilia Boïachov (ru). Le film raconte l'histoire d'un conducteur de char soviétique gravement blessé sur le front de l'Est de la Seconde Guerre mondiale, qui devient obsédé par la recherche et la destruction d'un mystérieux char nazi invincible, que les troupes soviétiques appellent le « Tigre blanc ». Les Soviétiques conçoivent un nouveau char plus puissant, le T-34, et confient au protagoniste la tâche de détruire le Tigre blanc.
Alexeï Andrianov réalise en 2012 l'adaptation à gros budget du roman éponyme de Boris Akounine, L'Espion.
Timour Bekmambetov, producteur et réalisateur de superproductions, est un cinéaste russe qui est parvenu à se faire un nom à Hollywood. Aux États-Unis, il a réalisé Wanted : Choisis ton destin (2008) avec Angelina Jolie, Abraham Lincoln : Chasseur de vampires (2012) et Ben-Hur (2016).
À partir de 2003, l'industrie russe de l'animation commence à produire des films qui sont rentables au niveau national et à l'étranger. Parmi ces films, citons les projets du studio d'animation de Voronej : La Reine des neiges 1, 2, La Princesse des glaces 1, 2, Gare aux loups 1, 2, Hansel et Gretel, agents secrets ; les projets du studio d'animation de Melnitsa : Jacob et sa princesse, la série des Trois Chevaliers (y compris Dobrynia Nikititch i Zmeï Gorynytch and Le Cheval Youli et Les Grandes Courses de chevaux (ru)), Luntik (ru), Le Conte de l'audacieux soldat Fedot (ru), Ivan Tsarévitch et le Loup gris 1, 2 (ru), 3 (ru), 4, Fabuleuses Aventures à Oz ; projets d'autres studios : Prince Vladimir, Smechariki, Space Dogs 1, 2 et 3, Masha et Michka, L'Incroyable Destin de Savva, Hoffmaniada (ru).
L'épopée guerrière Stalingrad, réalisée par Fiodor Bondartchouk en 2013, fixe de nouveaux records d'entrées en salles en Russie et à l'étranger. Après le succès public de Stalingrad, de plus en plus de films sur la Grande Guerre patriotique sont produits en Russie, à l'instar de Ici les aubes sont calmes... (2015), Résistance (2015), Les 28 Hommes de Panfilov (2016), Sobibor (2018), Indestructible (2018), T-34, machine de guerre (2019), La Bataille de Leningrad (2019), La Ligne de feu (2020), Kalachnikov (2020), Le Journal du blocus (2020), V2. Escape From Hell (2021), Liottchik (2021), Red Ghost (2021) et Premier Oscar (2022).
La comédie Embrassez-vous ! (2013) de Jora Kryjovnikov, produite par Timour Bekmambetov, est le film national le plus rentable de l'histoire russe, ayant réussi à gagner avec 2,4 millions d'entrées plus de 27,3 millions de dollars pour un budget comparativement modeste de 1,5 million de dollars,. Le film est suivi par Embrassez-vous 2 (ru), qui est devenu le film le plus rentable de l'année 2014 en Russie.
Il est difficile d'être un dieu est un film de science-fiction médiéval épique sorti en 2013 réalisé par Alexeï Iourievitch Guerman qui a coécrit le scénario avec Svetlana Karmalita. Il s'agit de son dernier film adapté du roman éponyme écrit en 1964 par Arcadi et Boris Strougatski.
Chagall - Malevitch est un film biographique russe de 2014 réalisé par Aleksandr Mitta sur la période de Vitebsk dans la vie du peintre français Marc Chagall et sa relation avec son confrère Kasimir Malevitch. Le film a également été présenté au Festival international du film de Busan 2014.
Le film d'Alexandre Veledinski, Le géographe a bu son globe, adapté du roman éponyme d'Alexeï Ivanov, reçoit le prix principal au Kinotavr 2013.
En 2014, Léviathan d'Andreï Zviaguintsev est présenté au Festival de Cannes 2014, où il remporte le prix du meilleur scénario et est nommé à quatre prix du cinéma européen, dont celui du meilleur film, le BAFTA du meilleur film non anglophone et l'Oscar du meilleur film en langue étrangère lors de la 87e cérémonie des Oscars. Il remporte le Golden Globe du meilleur film en langue étrangère. Après que le film a fait l'objet d'une fuite en ligne et a été téléchargé par 1,5 million d'utilisateurs, les distributeurs nationaux ont décidé de diffuser à grande échelle ce film controversé qui a été mal perçu par les autorités russes en raison de sa vision sombre et critique de la Russie.
Coup de soleil est un film dramatique russe de 2014 réalisé, produit et écrit par Nikita Mikhalkov, avec Martinch Kalita et Viktoria Soloviova. Le film se déroule après l'effondrement de l'Empire russe pendant la Terreur rouge en 1920, avec des retours en arrière à l'époque tsariste en 1907, et est librement inspiré de la nouvelle Coup de soleil et du récit autobiographique Jours maudits de l'écrivain russe Ivan Bounine, lauréat du prix Nobel de littérature.

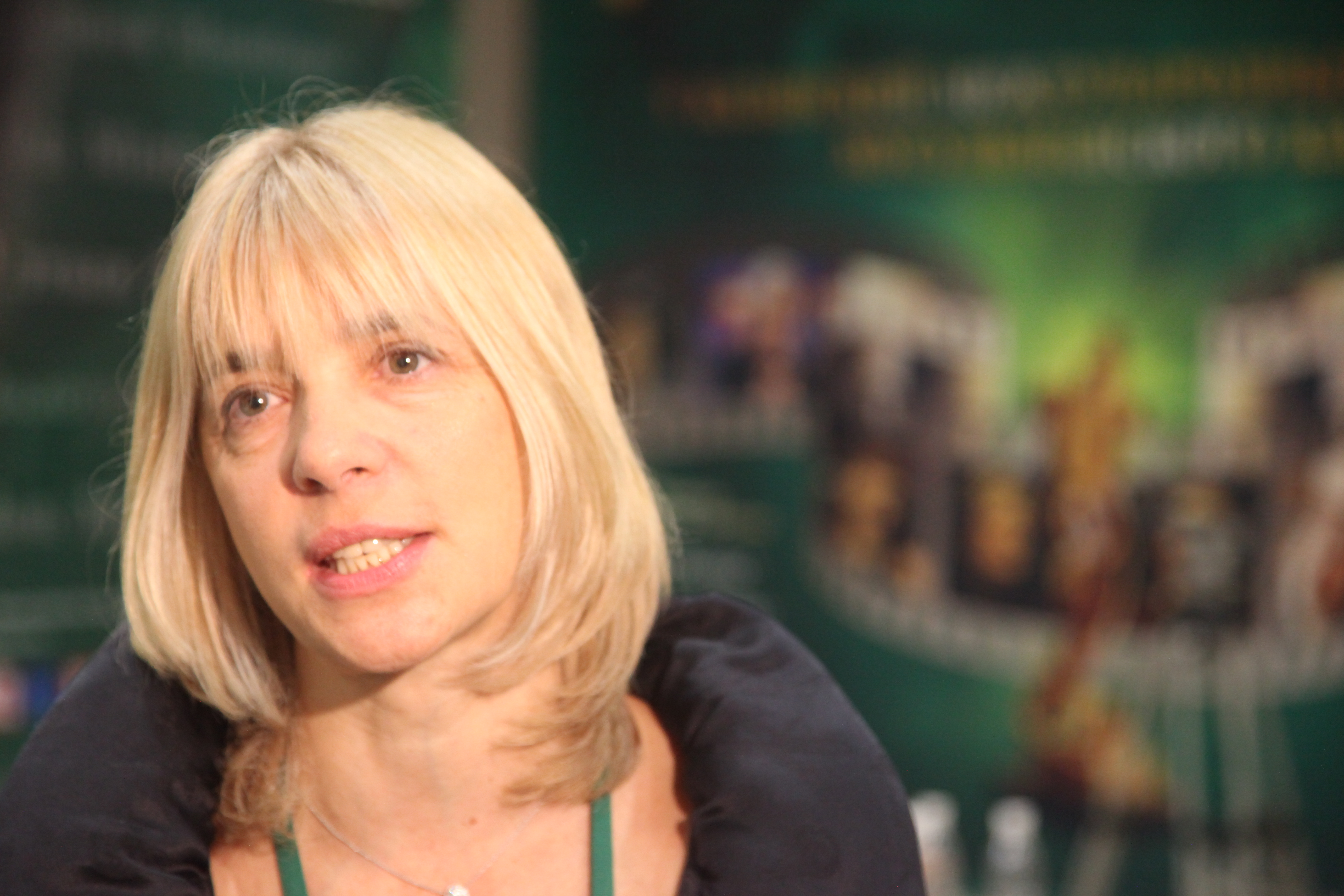
La réalisatrice Vera Glagoleva en 2009.

Deux Femmes est un film dramatique russe de 2014 réalisé par Vera Glagoleva, avec Anna Vartanian (ru), Ralph Fiennes et Sylvie Testud. Il est adapté de pièce de théâtre Un mois à la campagne (1872) d'Ivan Tourgueniev (initialement titré Deux Femmes en 1855). Le film remporte le prix du meilleur long métrage lors du troisième festival international du film de Hanoï.
Le film Sous les nuages électriques d'Alexeï Alexeïevitch Guerman a remporté l'Ours d'argent de la meilleure contribution artistique pour la photographie à la Berlinale 2015. Son film suivant Dovlatov (2018) sur l'écrivain soviétique Sergueï Dovlatov, a reçu l'Ours d'argent de la meilleure contribution artistique pour les costumes et la conception de la production à la Berlinale 2018.
Bataillon est un film de guerre russe de 2015 réalisé par Dmitri Meskhiev qui relate l'histoire du premier Bataillons féminins russes, une unité de combat russe composée uniquement de femmes qui a combattu pendant la Première Guerre mondiale. L'actrice Maria Aronova (ru) joue le rôle de l'héroïne Maria Botchkareva. Bataillon est le plus grand gagnant des Aigles d'or 2015, remportant quatre prix sur neuf nominations.
En 2015, Ilia Naïchouller a fait ses débuts avec le film Hardcore Henry qui est présenté au Festival du film de Toronto. Il réalise ensuite Nobody (2021) à Hollywood.
Andreï Kontchalovski reçoit le Lion d'argent à la Mostra de Venise 2016 pour son drame en noir et blanc sur l'Holocauste, Paradis, en 2016. Il avait déjà reçu le Lion d'argent pour Les Nuits blanches du facteur à la Mostra de Venise 2014.
En 2016, le film à suspense Le Recouvreur de dettes d'Alekseï Krasovski avec Constantin Khabenski est primé au Festival international du film de Karlovy Vary.
En 2016, Le Duelliste, réalisé par Alexeï Mizguirev, a été présenté au Festival international du film de Toronto.
Le film catastrophe The Crew, réalisé par Nikolaï Lebedev avec l'acteur Danila Kozlovski est un succès au box-office en 2016.
Le Disciple de Kirill Serebrennikov remporte le prix François-Chalais au Festival de Cannes 2016. Leto, film musical russe également réalisé par Kirill Serebrennikov qui dépeint la scène rock underground de Leningrad au début des années 1980, est sélectionné pour concourir pour la Palme d'or au Festival de Cannes 2018, où il gagne le prix Cannes Soundtrack,.
Le film Zoologie d'Ivan Tverdovski, sorti en 2016, reçoit le prix spécial du jury au Festival international du film de Karlovy Vary.
En 2017, Faute d'amour d'Andreï Zviaguintsev est inscrit au Festival de Cannes 2017, où il remporte le prix du jury et est nommé au BAFTA du meilleur film en langue non-anglaise, au Golden Globe du meilleur film en langue étrangère et à l'Oscar du meilleur film en langue étrangère lors de la 90e cérémonie des Oscars, avec cinq nominations, dont celle du meilleur film, et remporte deux prix du cinéma européen, dont celui du meilleur directeur de la photographie pour Mikhaïl Kritchman, ainsi que le César du meilleur film en langue étrangère.
Le film d'action de science-fiction Attraction réalisé et produit par Fiodor Bondartchouk en 2017 est devenu un succès public, rapportant plus d'un milliard de roubles et devenant le film de science-fiction russe le plus rentable de l'histoire. Une suite, Invasion, présentée en avant-première le jour de l'an 2020, a rapporté moins que son prédécesseur.

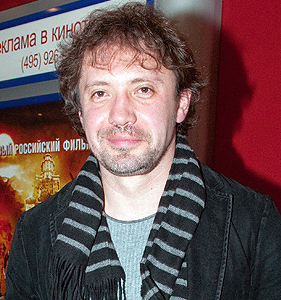
Le réalisateur Anton Meguerditchev en 2010.

Le drame sportif Trois Secondes d'Anton Meguerditchev, sorti en 2017, est le film russe avec les meilleures recettes des années 2010. Il est également devenu le film russe le plus populaire en Chine, où il rapporte 85 millions de yuans (12,3 millions de dollars), ce qui porte les recettes mondiales du film à 66,3 millions de dollars.
Le film fantastique slave Le Dernier Chevalier, produit par Walt Disney et réalisé par Dmitri Diatchenko, est un succès public en 2017, rapportant 30 millions de dollars. Le film est suivi de deux suites en 2021 : Le Dernier Chevalier : La Racine du mal et Le Dernier Chevalier : Messager des ténèbres.
Arythmie du réalisateur Boris Khlebnikov reçoit le prix du meilleur acteur au Festival international du film de Karlovy Vary 2017.
Matilda d'Alekseï Outchitel sur la relation entre la ballerine Mathilde Kschessinska et l'empereur Nicolas II a suscité la controverse parmi les autorités monarchistes et orthodoxes et le public en 2017.
Maryus Vaysberg est un réalisateur de films travaillant principalement dans le genre comique potache. Généralement mal reçus par la critique, ses films rencontrent de vrais succès. Son film Une grand-mère de petite vertu (ru) (2017) est le succès public de l'année 2017. Certains de ses films ont mis en scène le futur président de l'Ukraine Volodymyr Zelensky.
La Guerre d'Anna d'Alekseï Fedortchenko est présenté en avant-première au Festival du film de Rotterdam en 2018. Le film est primé de l'Aigle d'or dans la catégorie Meilleur film et Fedortchenko est sacré meilleur réalisateur.
L'Insensible est un film dramatique de 2018 réalisé et écrit par Ivan Ivanovitch Tverdovski reçoit la mention spéciale du jury au Festival international du film de Karlovy Vary,,.
En 2018, L'Homme qui a surpris tout le monde réalisé par Alexeï Tchoupov et Natalia Merkoulova gagne le prix de la meilleure actrice dans la section Orizzonti de la Mostra de Venise 2018,.
La Glace est un film musical, romantique et sportif russe de 2018, réalisé par Oleg Trofime et produit par Fiodor Bondartchouk. C'est le film russe le plus rentable de 2018 et l'un des films russes les plus rentables de l'histoire du cinéma russe, ayant réussi à gagner plus de 26,4 millions de dollars pour un budget comparativement modeste de 2 millions de dollars. Une suite, La Glace 2, réalisée par Jora Kryjovnikov, comme son prédécesseur, est devenue une superproduction, a rapporté 193,7 millions de roubles le jour de l'ouverture, ce qui en fait le film russe le plus rentable à son premier jour d'exploitation et rapporte en tout plus de 1,4 milliard de roubles. Il est nommé pour le Coq d'or du meilleur film en langue étrangère.
En 2019, Acide, réalisé par Alexandre Gortchiline, est projeté dans la section Panorama de la Berlinale 2019.
Les mélodrames Une grande fille de Kantemir Balagov et Il était une fois dans l'Est de Larissa Sadilova (ru) sont sélectionnés dans la section Un certain regard au Festival de Cannes 2019 où Une grande fille reçoit le Prix du meilleur réalisateur et le Prix FIPRESCI,. Le précédent film de Balagov, Tesnota, une vie à l'étroit, est également sélectionné pour concourir dans la section Un certain regard au Festival de Cannes 2017 et gagne le Prix FIPRESCI.
Michel-Ange est un drame biographique russo-italien sur la vie du célèbre sculpteur et peintre de la Renaissance, Michelangelo Buonarroti de Florence, au début du XVIe siècle, écrit et réalisé par Andreï Kontchalovski, qui sort en octobre 2019,.
Why Don't You Just Die!, également connu sous le titre Crève, papa ! est une comédie horrifique russe de 2018 réalisée par Kirill Sokolov et interprétée par Alexandre Kouznetsov, Vitali Khaïev (ru), Ievguenia Kregjde (ru) et Ielena Chevtchenko (ru).
En 2019, la comédie Gosse de riche réalisé par Klim Chipenko et mettant en vedette Miloš Biković (sr) fixe de nouveaux records d'entrées. Avec 11,6 millions d'entrées, il rapporte 3,1 milliards de roubles pour un budget de 160 millions de roubles, ce qui le place parmi les premiers de la liste des plus gros succès du box-office en Russie. La même année, Chipenko a réalisé le thriller psychologique Texto avec Alexandre Petrov, qui est également un succès public et reçoit un Nika et de multiples Aigles d'or.

#### Années 2020
Dau, le premier film du projet controversé DAU du réalisateur Ilia Andreïevitch Khrjanovski, initialement conçu comme un film biographique du scientifique soviétique Lev Landau, a été présenté en avant-première en 2019 à Paris. Dau : Natacha et Dau : Dégénérescence ont été présentés en avant-première à la Berlinale 2020, où ils ont d'abord remporté l'Ours d'argent pour une contribution artistique exceptionnelle à la cinématographie. Les autres films sont sortis en vidéo à la demande sur le site officiel du projet DAU en 2020.
Le drame de guerre Les Leçons persanes de Vadim Perelman est présenté en première à la Berlinale 2020.
En 2020, Conférence d'Ivan Tverdovski et Le Chasseur de baleine de Philippe Iouriev (ru) sont projetés dans la section Giornate degli autori de la Mostra de Venise 2020, où ils remportent le prix du meilleur film de cette section.
Lors de la Mostra de Venise 2020, Chers Camarades ! d'Andreï Kontchalovski, qui raconte l'histoire du massacre de Novotcherkassk, remporte le prix spécial du jury. Le film est également nommé pour le BAFTA du meilleur film non anglophone.
En 2020 sort Sputnik - Espèce inconnue, un film de science-fiction horrifique qui constitue le premier long métrage de son réalisateur, Iegor Abramenko. Il met en scène Oksana Akinchina dans le rôle d'un jeune médecin recruté par l'armée soviétique pour évaluer un cosmonaute qui a survécu à un mystérieux accident spatial et qui est revenu sur Terre avec un dangereux organisme vivant dans son ventre. Aux côtés d'Akinshina, la distribution du film comprend Piotr Fiodorov et Fiodor Bondartchouk. Le film est sélectionné en compétition à L'Étrange Festival 2020, aux Utopiales 2020 ainsi qu'au Festival international du film de Catalogne 2020.
Le film de romance historique Silverland : La Cité de glace, le premier film du russo-américain Michael Lockshin, est sélectionné comme film d'ouverture du 42e Festival international du film de Moscou, où il est projeté le 1er octobre 2020. Les droits du film sont vendus à Netflix le 16 juin 2021. Silverland : La Cité de glace est le premier film russe à sortir sur la plateforme dans la catégorie des programmes originaux de Netflix,,.
Le drame en langue iakoute L'Épouvantail de Dmitri Davydov (ru) remporte le prix principal du festival Kinotavr 2020. Les films yakoutes, également surnommés « Sakhawood », gagnent progressivement en popularité en Russie et ont pour ambition de faire des superproductions qui remplacent les films hollywoodiens moins présents avec la guerre russo-ukrainienne.
La comédie dramatique À résidence d'Alexeï Alexeïevitch Guerman et le drame en langue ossète Les Poings desserrés de Kira Kovalenko sont sélectionnés pour concourir dans la section Un certain regard au Festival de Cannes 2021 ; Les Poings desserrés gagne le prix Un certain regard.
La Dernière « Charmante Bulgarie » d'Alekseï Fedortchenko est présenté en avant-première au Festival international du film de Moscou 2021.
Le drame historique Ivan Denissovitch du réalisateur vétéran Gleb Panfilov a été présenté en avant-première au Festival du film de Locarno 2021. Le film adapté du roman Une journée d'Ivan Denissovitch d'Alexandre Soljenitsyne met en vedette Filipp Yankovsky dans le rôle principal.
En 2021, le film de guerre Red Ghost d'Andreï Bogatyrev sort dans les salles de cinéma russes.
En 2021, le film Gerda sur une jeune danseuse de strip-tease de la réalisatrice Natalia Koudriachova (ru) est présenté en avant-première au 74e Festival du film de Locarno où il reçoit le Léopard de la meilleure interprétation féminine et le prix spécial du jury des jeunes du festival.
Le film Le capitaine Volkonogov s'est échappé (2021) de Natalia Merkoulova et Alexeï Tchoupov, qui se déroule pendant les Grandes Purges, est projeté à la 78e Mostra de Venise. Maman, je suis à la maison réalisé par Vladimir Bitokov est inclus dans le programme Orizzonti Extra du même Festival,,.
La satire surréaliste La Fièvre de Petrov de Kirill Serebrennikov a été projetée au Festival de Cannes 2021, où elle a remporté le prix Vulcain de la photographie,. La coproduction finno-russe Compartiment no 6 de Juho Kuosmanen faisait également partie du programme et a remporté le Grand Prix du festival.

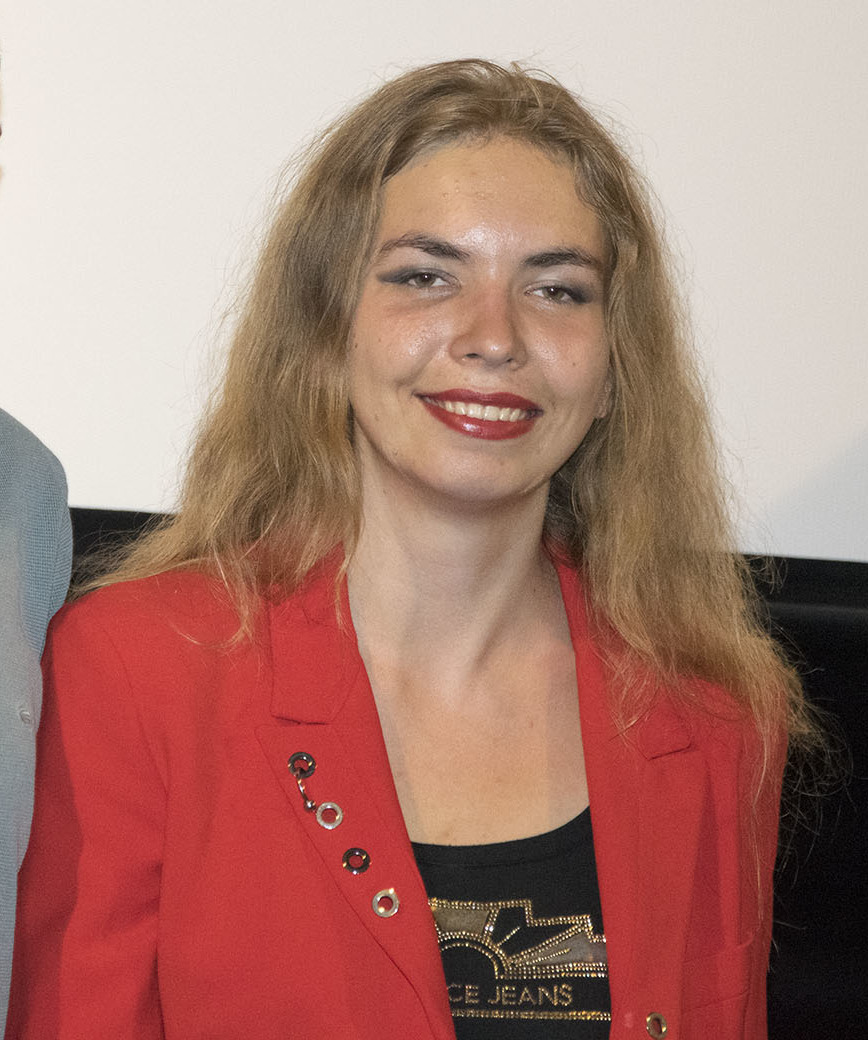
Diana Ringo réalise les films de science-fiction KARAntin en 2022 et 1984 en 2023.

Le drame apocalyptique KARAntin de Diana Ringo, coproduit par la Finlande et la Russie, était une entrée officielle non anglophone aux Golden Globes 2022,.
The Execution est un sombre film policier sorti en 2021 et le premier film de Lado Kvataniya (ru),. Il reçoit le Prix du jury et le Prix police au festival Reims Polar 2022 et une mention spéciale au Festival international du film fantastique de Catalogne 2021, il sort en salles en Russie le 21 avril 2022.
La Femme de Tchaïkovski de Kirill Serebrennikov est présenté en compétition officielle au festival de Cannes 2022,.
Épicerie 24/24 (ru) de Mikhaïl Borodine, sur les immigrants ouzbeks travaillant illégalement à Moscou, est présenté en première à la 72e Berlinale.
Fairytale est un film d'animation fantastique pour adultes belgo-russe réalisé par Alexandre Sokourov en 2022 et présenté en avant-première au 75e Festival du film de Locarno.
Cage cherche oiseau (ru) est le premier long métrage réalisé et écrit par Malika Moussaeva, une élève d'Alexandre Sokourov. Le film qui se déroule dans la Tchétchénie moderne, est projeté dans la section Encounters de la 73e Berlinale.
Tchebourachka, un film d'animation pour enfants, a dépassé Avatar et se place à la 1re place du box-office soviétique depuis 2004 avec plus de 22 millions d'entrées en Russie.
En 2023 sort le premier film entièrement tourné dans l'espace, Le Défi, réalisé par Klim Chipenko et mettant en vedette l'actrice Ioulia Peressild. Le film est un succès en salles, avec 6,7 millions d'entrées en Russie.
En mars 2023 sort Nuremberg de Nikolaï Lebedev, adapté du roman Na veki vetchnye (На веки вечные, litt. « Pour toujours et à jamais ») d'Alexandr Zviaguintsev. L'action se déroule six mois après la capitulation de l'Allemagne nazie, au moment où s'ouvre le procès de Nuremberg,. Pour Anton Doline, le film est « un thriller russe conspirationniste ouvertement anti-américain ». Avec 1,1 million d'entrées, le film se place au 18e rang du box-office Russie 2023.
En novembre 2023 sort le film de science-fiction 1984 de Diana Ringo. Il s'agit de la première adaptation en langue russe du roman éponyme de George Orwell. Il est dédié au 120e anniversaire de la naissance de l'écrivain.
Le film américain Anora mettant en vedette des acteurs russes comme Mark Eidelstein et Iouri Borissov remporte la Palme d'or au 77e Festival de Cannes en 2024.
En janvier 2024 sort Le Maître et Marguerite du russo-américain Michael Lockshin, d'après le roman soviétique éponyme de Mikhaïl Boulgakov. Avec environ 5,6 millions de spectateurs dans les salles russes et 79% de critiques positives sur l'agrégateur kritikanstvo.ru, le film est un succès public et critique. La presse occidentale comme le quotidien suisse Le Temps présente le scénario comme prônant l'antiautoritarisme et le succès du film représenterait « un camouflet pour le Kremlin ».

##### Boycott de 2022
L'invasion russe de l'Ukraine en 2022 a eu un impact sur le cinéma russe ; l'Association russe des propriétaires de salles de cinéma a déclaré qu'il y avait une « forte probabilité de liquidation de l'ensemble de l'industrie cinématographique » ; les ventes de billets en mars 2022 représentaient la moitié de ce qu'elles étaient en mars 2021 ; le Festival international du film d'animation d'Annecy,, la Berlinale, Cannes, Venise et le Festival du film de Toronto ont interdit les délégations officielles russes ; Le Festival du film de Stockholm a interdit tous les projets russes financés par le gouvernement. Les Prix du cinéma européen et les Emmys ont purement et simplement interdit les films russes,,. La Fédération internationale des associations des producteurs de films (FIAPF) a suspendu l'accréditation du Festival international du film de Moscou et de Message to Man jusqu'à nouvel ordre. Le Marché international des programmes de télévision (MIPTV) en France n'autorisera « aucun organisme de cinéma ou de télévision russe » en 2022, et la Russie a également été bannie du Festival international des médias de Banff au Canada et de l'Association nationale des directeurs de programmes de télévision (NATPE) aux États-Unis. Plusieurs grands distributeurs occidentaux de films, dont Walt Disney, Sony, Paramount et Warner Bros, ont cessé de projeter des films en Russie ; avant l'invasion, les films produits aux États-Unis représentaient 70 % du marché cinématographique russe,. La Fédération internationale de la presse cinématographique (FIPRESCI) annonce qu'elle ne participera pas aux festivals et autres événements organisés par le gouvernement russe et ses institutions, et annule un colloque à Saint-Pétersbourg qui devait lui permettre de se familiariser avec les nouveaux films russes.
Le réalisateur ukrainien Sergueï Loznitsa s'est prononcé contre l'interdiction des films russes. Il déclare : « Parmi les cinéastes russes, il y a des gens qui ont condamné la guerre, qui s'opposent au régime et qui ont ouvertement exprimé leur condamnation. D'une certaine manière, ils sont victimes de ce conflit comme nous tous ». Plus tard, il poursuit : « Nous ne devons pas juger les gens d'après leur passeport. Nous devons les juger sur leurs actes »,. Le réalisateur russe dissident Kirill Serebrennikov s'est également prononcé contre le boycott,.
Dès 2014, le boycott du cinéma russe (ru) en Ukraine avait déjà fait évoluer les pratiques. Ces boycotts contribuent à une tendance plus générale du début du XXIe siècle au développement d'un cinéma russe de plus en plus indépendant des cinémas occidentaux. La part des fonds publics dans les budgets des longs métrages est de 19 % en 2010, 24 % en 2011 et 44 % en 2012. Sur la période 2010-2020, la part des films nationaux dans le box-office russe est passée de 14 % à 30 %. Les films iakoutes, également surnommés « Sakhawood », gagnent progressivement en popularité en Russie et ont pour ambition de faire des superproductions qui remplacent les films hollywoodiens moins présents depuis le boycott.
À partir des années 2010, de nombreux films russes sont distribués en Chine, et le nombre de coproductions russo-chinoises augmentent. Parmi les films produits par la Russie et la Chine, on compte La Légende de Viy, La Légende du dragon avec Jackie Chan et Arnold Schwarzenegger, La Princesse des glaces et Quackers (ru).

## Films
- Films russes par année de sortie
- Films russes par réalisateur
- Films russes muets
- Liste de films russes de l'époque impériale (en) (1908-1917)
- Liste de films russes depuis 1992 (en)
- Liste des longs métrages russes proposés à l'Oscar du meilleur film international
- Liste des plus gros succès du box-office en Russie

### Animation
- Histoire de l'animation russe
- Maîtres de l'animation russe (en)
- Magia Russica (ru)
- Encyclopédie de l'animation russe (ru)
- Animator.ru (ru)

## Personnalités russes du monde du cinéma

### Réalisateurs
- Liste de réalisateurs russes (en)
- Réalisateurs russes, Réalisatrices russes.

Réalisateurs russes d'avant 2000
- Andreï Tarkovski (1932-1986), Vitali Kanevski (1935-), Alexeï Guerman (1938-2013) ;
- Sergueï Bodrov (1948-), Pavel Lounguine (1949-) ;
- Alexandre Sokourov (1951-), Alekseï Outchitel (1951-), Lidia Bobrova (1952-) ;
- Guennadi Sidorov (ru) (1962-)[218], Andreï Zviaguintsev (1964-), Alexeï Serebriakov (1964-), Alekseï Fedortchenko (1966-), Ivan Okhlobystine (1966-), Evgueni Mironov (1966-), Fiodor Bondartchouk (1967-) ;
- Vera Kokarova, Boris Khlebnikov (1972-), Constantin Khabenski (1972-), Sergueï Bezroukov (1973-), Ksenia Rappoport (1974-) ;
- Danila Kozlovski (1985-), Ielizaveta Boïarskaïa (1985-)…

Parmi les réalisateurs d'après 2000
- Nouveaux Calmes (2003-2011) ;
- Timur Bekmambetov (1961) ;
- Andreï Zviaguintsev (1964-), en exil ;
- Alekseï Fedortchenko (1966-) ;
- Kirill Serebrennikov (1969-) ;
- Alekseï Popogrebski (1972-) ;
- Ilia Andreïevitch Khrjanovski (1975-), dont le projet cinématographique Dau (2004-) ;
- Andreï Bogatyrev (1985-)
- Kira Kovalenko (1989-) ;
- Kantemir Balagov (1991-)…

### Scénaristes
- Victor Chklovski, Valentin Iejov, Alexandre Micharine, Kirill Sokolov

### Acteurs
Acteurs russes et Catégorie:Actrice russe.

### Compositeurs
- Edouard Artemiev, Vladimir Artionov, Dmitri Chostakovitch, Nikolaï Krioukov, Alexandra Pakhmoutova, Sergueï Prokofiev, Alfred Schnittke, Mikhail Ziv, Isaak Schwarz

### Critiques de cinéma
- Victor Chklovski (1893-1984)
- Gueorgui Dmitrievitch Bohemski (1920-1995), Maïa Tourovskaïa (1924-2019), Sergueï Mouratov (1931-2015), Alla Gerber (1932-),
- Andreï Plakhov (1950-), Alexandre Fedorov (1954-)
- Ekaterina Mtsitouridzé (1972-), Anton Doline (1976-), Eugénie Zvonkine (1979-)

## Festivals et récompenses

### Festivals
- Festival international du film de Moscou (1935)
- Kinotavr (Sochi, 1991)
- Pacific Meridian (Vladivostok, 2003)
- Festival du cinéma russe à Honfleur
- Festival du Film Russe de Paris (organisé par l'association Rivages Russie Événements)[219],[220],[221]
- Quelques-uns des festivals de cinéma en Russie

### Récompenses
- Nika
- Aigle d'or
- Prix Stanislavski
- Guilde russe des critiques de cinéma
- Quelques-unes des récompenses de cinéma en Russie

### Listes et catégories
- Liste des sigles et acronymes concernant le cinéma soviétique et russe

#### Dictionnaire
- Richard Taylor, Nancy Wood et Julian Graffy (dir.), The BFI companion to eastern european and russian cinema, Londres, British Film Institute, 2000, 288 p.

#### Les premiers grands ouvrages sur le sujet
- Jay Leyda (trad. de l'anglais par Claude-Henri Rochat), Kino : histoire du cinéma russe et soviétique, Lausanne, Éditions l'Age d'homme, 1976 (1re éd. 1960), 533 p.
- Marc Ferro, Cinéma et histoire, Paris, Denoël, coll. « Bibliothèque Médiations », 1977, 168 p.
- Le Cinéma russe avant la révolution, ouvrage collectif, Éditions Ramsay / Réunion des musées nationaux, coll. « Ramsay Cinéma », 1989.
- Jean-Loup Passek, Le Cinéma russe et soviétique, Paris, éditions du Centre Pompidou, 1992  (ISBN 2-864-25026-8).
- Eugénie Zvonkine, Joël Chapron et collectif, Cinéma russe contemporain, (r)évolutions, Villeneuve-d'Ascq, France, Presses universitaires du Septentrion, 2017, 284 p. (ISBN 978-2-7574-1799-7).